# Patagonotothen canina
Patagonotothen canina és una espècie de peix pertanyent a la família dels nototènids.

## Hàbitat
És un peix d'aigua marina, bentopelàgic i de clima subtropical.

## Distribució geogràfica
Es troba a l'Atlàntic sud-occidental.

## Observacions
És inofensiu per als humans.